# باللوجه‌میرک
باللوجه‌میرک روستایی است که در استان اردبیل، شهرستان مشگین‌شهر، بخش مرکزی، دهستان مشگین شرقی قرار دارد. دهیار این روستا آقای سلامتی است.

## جمعیت
بر اساس سرشماری سال ۱۳۸۵ جمعیت این روستا ۱۷۲۳ نفر با ۳۷۸ خانوار بوده‌است.